# Ngày Thành phố Thế giới
Ngày Thành phố Thế giới (tên chính thức: World Cities Day) là một ngày lễ quốc tế hàng năm của Liên Hợp Quốc được tổ chức vào ngày 31 tháng 10. Chương trình Nhân cư Liên Hợp Quốc (UN-Habitat) tổ chức ngày này lần đầu tiên vào năm 2014, phối hợp với thành phố đăng cai được chọn hàng năm.

## Lịch sử
Ngày Thành phố Thế giới được Đại Hội đồng Liên Hợp Quốc khởi động vào ngày 27 tháng 12 năm 2013 trong Nghị quyết A/RES/68/239, trong đó Đại Hội đồng "quyết định chỉ định ngày 31 tháng 10, bắt đầu từ năm 2014, là Ngày Thành phố Thế giới, mời các quốc gia thành viên, hệ thống Liên Hợp Quốc , đặc biệt là UN-Habitat, các tổ chức quốc tế có liên quan, tổ chức xã hội dân sự và tất cả các bên liên quan tham gia và nâng cao nhận thức về ngày này". Ngày Thành phố Thế giới lần đầu tiên được tổ chức vào tháng 10 năm 2014.
Ngày Thành phố Thế giới là di sản của Expo 2010 Thượng Hải Trung Quốc, có mục đích thúc đẩy sự quan tâm của cộng đồng quốc tế đối với quá trình đô thị hóa toàn cầu, thúc đẩy hợp tác giữa các quốc gia trong việc nắm bắt các cơ hội và giải quyết các thách thức của quá trình đô thị hóa, đồng thời góp phần phát triển đô thị bền vững trên toàn thế giới. Ngày này gắn liền với Mục tiêu Phát triển Bền vững 11, nhằm làm cho các thành phố trở nên "hòa nhập, an toàn, kiên cường và bền vững".
Chủ đề chung của Ngày Thành phố Thế giới là Thành phố tốt hơn, Cuộc sống tốt hơn, trong khi mỗi năm có một chủ đề phụ và một địa điểm khác nhau được chọn, để thúc đẩy thành công của quá trình đô thị hóa hoặc giải quyết những thách thức cụ thể do quá trình đô thị hóa gây ra.

## Ngày Thành phố Thế giới qua các năm
| Năm  | Chủ đề phụ | Địa điểm               | Chủ tịch |
| ---- | --- | ---------------------- | --- |
| 2022 | Hành động địa phương để vươn ra toàn cầu (Act Local to Go Global)                                                                                    | Thượng Hải, Trung Quốc | Nghê Hồng, Bộ trưởng Bộ Nhà ở và Kiến thiết thành thị, nông thôn                                                                                                   |
| 2021 | Các thành phố thích ứng với biến đổi khí hậu (Adapting Cities for Climate Resilience)                                                                | Luxor, Ai Cập          | Mostafa Madbouly, Thủ tướng Ai Cập |
| 2020 | Đánh giá cao các cộng đồng và thành phố của chúng ta (Valuing our communities and cities)                                                            | Nakuru, Kenya          | James Wainaina Macharia, đại diện Chính phủ Cộng hòa Kenya, Thư ký Nội các, Bộ Giao thông vận tải, Cơ sở hạ tầng, Nhà ở, Phát triển đô thị và Công trình công cộng |
| 2019 | Thay đổi thế giới: Sự đổi mới và cuộc sống tốt đẹp hơn cho thế hệ tương lai (Changing the world: innovations and better life for future generations) | Yekaterinburg, Nga     | Aleksandr Vysokinskiy, Thị trưởng Ekaterinburg |
| 2018 | Xây dựng các thành phố bền vững và có khả năng chống chịu (Building Sustainable and Resilient Cities)                                                | Liverpool, Anh         | Joe Anderson, Thị trưởng Liverpool |
| 2017 | Quản trị sáng tạo, Thành phố mở (Innovative Governance, Open Cities)                                                                                 | Quảng Châu, Trung Quốc | Vương Mông Huy, Bộ trưởng Bộ Nhà ở và Kiến thiết thành thị, nông thôn                                                                                              |
| 2016 | Các thành phố hòa nhập, cùng phát triển (Inclusive Cities, Shared Development)                                                                       | Quito, Ecuador         | Mauricio Rodas Espinel, Thị trưởng Quito |
| 2015 | Thiết kế để sống cùng nhau (Designed to live together)                                                                                               | Milan, Ý               | Giuliano Pisapia, Thị trưởng Milan |
| 2014 | Chuyển đổi đô thị hàng đầu (Leading Urban Transformations)                                                                                           | Thượng Hải, Trung Quốc | Trần Chính Cao, cựu Bộ trưởng Bộ Nhà ở và Kiến thiết thành thị, nông thôn                                                                                          |